# Rielenkapel

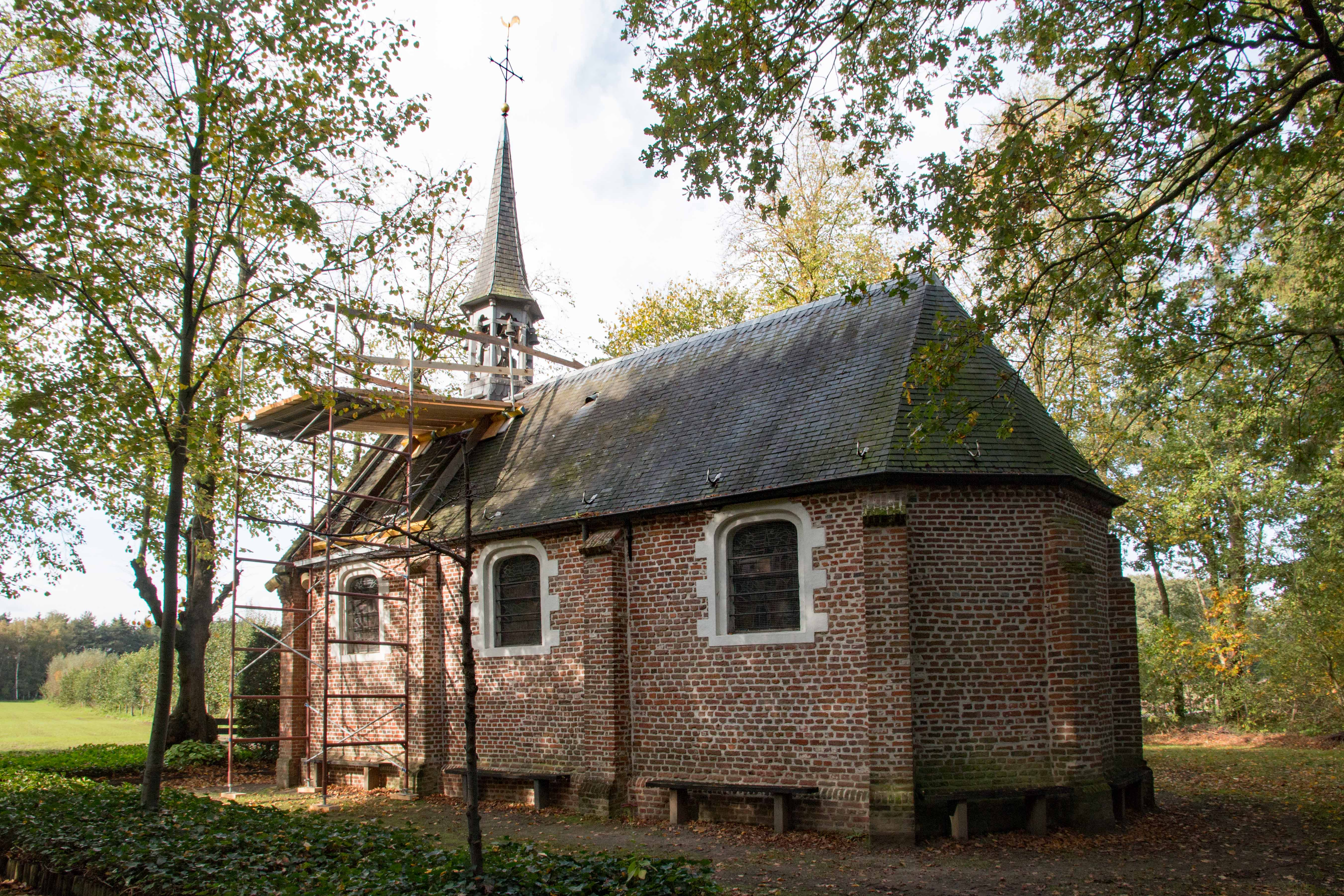
Rielenkapel

De Rielenkapel is een kapel nabij de tot de Antwerpse gemeente Kasterlee behorende plaats Lichtaart, gelegen aan Hoge Rielen 32.

## Geschiedenis
Deze kapel, gewijd aan Onze-Lieve-Vrouw-Geboorte, werd al vermeld in 1564 en omstreeks 1610 herbouwd. In de 18e eeuw en in de loop van de 2e helft van de 20e eeuw werd de kapel enkele malen hersteld.
Het is een georiënteerde bakstenen kapel op rechthoekige plattegrond met driezijdig gesloten koor en een dakruiter op het zadeldak. In 1996 en 1999 werd in het dakruitertje een kleine beiaard opgehangen. Het kapelletje oogt classicistisch.

## Interieur
Het interieur wordt overkluisd door een spitstongewelf. Er zijn enkele 17e-eeuwse schilderijen en een altaar van omstreeks 1750. Glas-in-loodramen verbeelden de ontstaanslegende van de kapel, volgens welke een boer een hier tot tweemaal toe een Mariabeeld zou hebben gevonden, waarop de plaatselijke pastoor besloot om hier een kapel te bouwen.
Er zij enkele bakstenen met negen kerven erin, verwijzend naar een noveen.